# 565년

## 연호
- 남진(南陳) 천가(天嘉) 6년
- 후량(後梁) 천보(天保) 4년
- 북제(北齊) 하청(河淸) 4년 / 천통(天統) 원년
- 북주(北周) 보정(保定) 5년
- 신라(新羅) 개국(開國) 15년

## 기년
- 남진(南陳) 문제(文帝) 6년
- 북제(北齊) 무성제(武成帝) 5년 / 후주(後主) 원년
- 북주(北周) 무제(武帝) 5년
- 신라(新羅) 진흥왕(眞興王) 26년
- 고구려(高句麗) 평원왕(平原王) 7년
- 백제(百濟) 위덕왕(威德王) 12년

## 사망
- 3월 - 동로마 제국의 위대한 장군 벨리사리우스